# بيل هاجرتي
بيل هاجرتي (بالإنجليزية: Bill Hagerty)‏ وإسمه الحقيقي ويليام فرنسيس هاجرتي الخامس (بالإنجليزية: William Francis Hagerty IV)‏ هو سياسي ودبلوماسي أمريكي من الحزب الجمهوري ولد في يوم 14 أغسطس 1959 في بلدة غالاتين في تينيسي. أكمل دراسة الفنون في جامعة فاندربيلت. سبق له شغل منصب سفير الولايات المتحدة في اليابان، حالياً هو مرشح الحزب الجمهوري لإنتخابات مجلس الشيوخ الأمريكي لولاية تينيسي بعد استقالة العضو السابق لامار ألكسندر.